# Спасская часовня (Фоминская)
Спасская часовня (часовня Спаса Нерукотворного образа) — православная часовня в деревне Фоминская (вернакулярный куст деревень Лядины) Каргопольского района Архангельской области.
Построена в конце XIX — начале XX века. Объект культурного наследия Российской Федерации, памятник архитектуры деревянного зодчества.

## Описание
Небольшая деревянная клетская часовня с крыльцом под общей двухскатной кровлей. Перекрытие — небо. В начале 2000-х годов отремонтирована, восстановлено крыльцо. Поддерживается в порядке местными жителями и используется по своему первичному назначению.